# HMS Terror (I03)
«Террор» англ. HMS Terror (I03) — монітор типу «Еребус», побудований для Королівського флоту в 1915—1916 роках на верфі Harland and Wolff в Белфасті, Північна Ірландія.

## Проектування та будівництво
Монітори типу «Еребус» мали тоннажність 7 300 тонн, довжину 123 метри, максимальну швидкість 12 вузлів (22 км/год), забезпечену поршневими двигунами, та екіпаж 223 чоловіки. Головним озброєнням корабля були дві 381-мм гармати BL 15 inch Mk в єдиній носовій башті. Башта «Террора» спочатку належала монітору «Маршал Ней», який показав недостатні ходові характеристики під час морських випробувань і був переозброєний артилерією меншого калібру
Монітори здебільшого використовувалися для артилерійської підтримки.
«Террор» спущено на воду 18 травня 1916 року.

## Історія служби

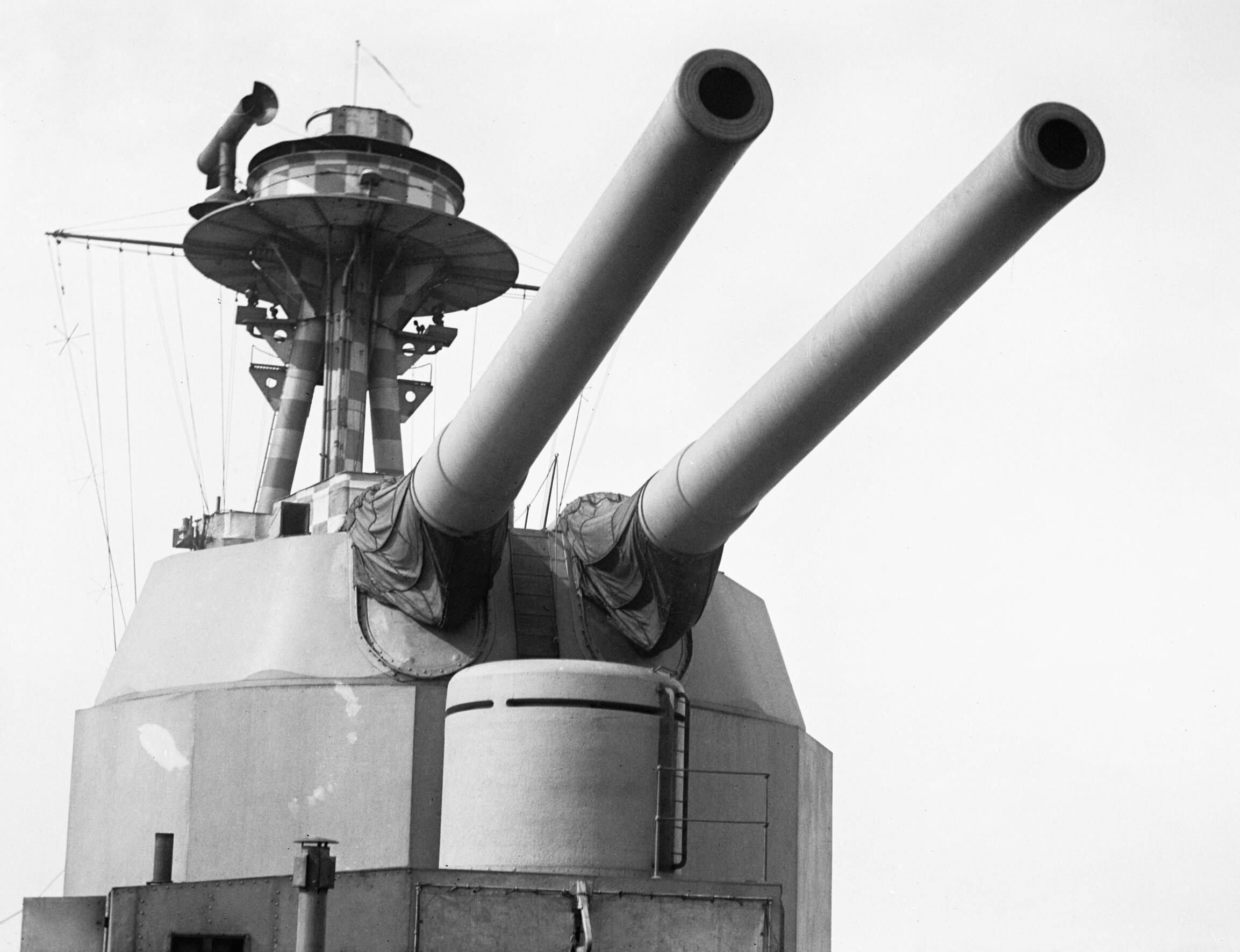
Башта та головне озброєння «Терору», 1915 рік

«Террор» увійшов до складу флоту у серпні 1916 року та приєднався до Патруля Дувру. Корабель діяв проти німецьких військ на окупованому ними узбережжі Бельгії. 19 жовтня 1917 року у результаті атаки німецьких торпедних катерів поблизу Дюнкерка монітор був вражений двома 17,7-дюймовими торпедами. Екіпаж не мав втрат, втім корабель довелося посадити на мілину перед тим як відбуксирувати до Портсмута. Ремонт пошкоджень зайняв три місяці.
Вранці 21 березня 1918 року корабель допоміг зірвати німецький рейд на Дюнкерк дев'ятьма есмінцями та десятьма міноносцями, який мав підтримати Весняний наступ. Дві міноносці були знищені «Botha», а решта відійшла до Остенде під димовою завісою. Увечері 22 березня «Террор» обстріляв гавань Остенде, здійснивши 39 пострілів, перш ніж німецька димова завіса закрила гавань. Аерофотознімки, зроблені на наступний день, показали, що всі 39 снарядів приземлилися в межах гавані.
У квітні «Террор» був зарахований до Групи артилерійської підтримки з далекої відстані (Long Range Bombardment force) під час рейду на Зебюгге разом з однотипним «Еребус» та есмінцями Termagant, Truculent та Manley. 27 вересня «Террор» та «Еребус» забезпечували артилерійську підтримку під час четвертої битви за Іпр.

### Міжвоєнні роки
Після війни «Террор» був наданий Королівському військово-морському артилерійському училищу в Портсмуті, з січня 1919 і принаймні до грудня 1920 року.
Внаслідок посиленої напруженості в Тихому океані після виходу Японії з Ліги Націй «Террор» був відремонтований, оснащений новим озброєнням та направлений у Сінгапур у 1933 році. Його роль полягала у виконанні функцій плавучої батареї до тих пір, поки не були встановлені власні 15-дюймові гармати бази.
У травні 1935 року для святкування срібного ювілею коронації короля Георга V на «Террорі» влаштували благодійний бал.

### Друга світова війна
На початок війни 3 вересня 1939 року «Террор» базувався в Сінгапурі під командуванням командера Генрі Джона Хейнеса. Монітор залишилася в порту до кінця жовтня 1939 року, але у листопаді отримав наказ повернутися в Ла-Манш. Нарешті він вирушив з Сінгапуру 29 січня 1940 року, прибувши до Суеца на початку березня, де на зміну попереднього наказу його приєднали до виснаженого Середземноморського флоту.
Наприкінці місяця він залишила базу Королівського військово-морського флоту в Александрії, щоб посилити протиповітряну оборону Мальти, яку британці вважали вразливою від очікуваного нападу Італії. Прибувши на Мальту 4 квітня, корабель допоміг відбити перші авіаційні атаки острова з боку Regia Aeronautica, що почалися трохи раніше 7 ранку 11 червня. Тільки за перший день на острів здійснили 9 окремих повітряних нальотів і за оцінками 83 в перший місяць. Протягом трьох місяців корабель допомагав захищати Мальту від щоденних повітряних атак до надходження на острів додаткових зенітних гармат, що дозволило йому 4 вересня розпочати ремонт своєї броні.
Пізніше корабель діяв поблизу берегів Північної Африки, де надавав підтримку операції «Компас», штурм британців проти італійської Десятої армії в Лівії. Він обстріляв італійські позиції в Мактилі в Єгипті в ніч на 8 грудня в рамках битви на Сіді-Баррані, перш ніж перейти під командування прибережної ескадри капітана Гектора Воллера біля Лівії 13 грудня. Під час успішного просування Армії Західної пустелі «Террор» обстріляв італійські сухопутні війська та укріплення, серед інших, укріплений порт Бардія на сході Лівії 16 грудня. Після обстрілу Бардії було висловлено занепокоєння щодо стану зношених стволів у в його головній башті, встановлених у 1939 році. Стволи були оглянуті віце-адміралом Каннінгемом, і артилеристи отримали наказ зменшити кількість кордиту, що використовується при стрільбі з основних гармат, намагаючись продовжити термін їх експлуатації
Разом з кораблями «Стюарт», «Вампір», «Вояджер» та річковою канонеркою «Гнат» монітор підтримав штурм 6-ю австралійської дивізією Тобрука 21 січня, а порт був забезпечений 22-го. До цього моменту гармати головного калібру випустили понад 600 снарядів кожна і повністю зносились. Хоча вогонь можна було вести, його точність дуже впала, а снаряди часто вибухали у повітрі. «Террор» тепер використовувався виключно як мобільна зенітна платформа, а його озброєння було доповнене вісьмома 20-міліметровими зенітними гарматами, захопленими у італійців.
«Террор» зазнав тривалих атак бомбардувальників під час перебування в гавані, а близьке влучання вранці 22 лютого завдало значної шкоди та призвело затоплення палуб. Хейнс поскаржився Каннінгему щодо відсутності повітряної підтримки та вказував, що залишатися на якорі означає отримання «Террором» прямого влучання. Прийнявши цю оцінку, Каннінгем наказав кораблю відплисти до Тобрука у вечірній прилив з тральщиком «Фарехам» та корветом «Сальвія». Коли вони виходили з гавані, під «Террором» здетонували дві магнітні міни в раніше очищеному каналі. Хоча знову не було прямого удару, вибухи в безпосередній близькості призвели до подальших пошкоджень та затоплення. Увечері 23 лютого на монітор вкотре напали німецькі бомбардувальники Junkers Ju 88, коли він перебував у 90 милях від Тобрука. Близькі влучання цього останнього штурму завдали кораблю критичних пошкоджень. Екіпаж був евакуйований на «Фарехем» та «Сальвію», а корабель був взятий на буксир «Фарехамом» у спробі дістатися до Тобрука. З Александрії та Тобрука були направлені додаткові кораблі, але було запізно. Зрозумівши, що корабель не зможе дістатися до порту, він був затоплений вранці 24 лютого в 25 милях на північний захід від Дерна.